# 어우동 (영화)
"어우동"(於宇同)은 이장호 감독의 영화이다. 조선전기의 시인, 기생, 작가인 어우동의 일대기를 다룬 영화이다. 음란적이다 퇴폐적이다 하여 한때 개봉중지, 상영중지가 되기도 하였으나 1988년 이후 해제되어 상영되었다.

## 출연
- 이보희 : 어우동 역
- 안성기 : 갈매 역
- 김명곤 : 천가 역
- 박원숙 : 향지 역
- 신충식 : 윤필상 역
- 김기주 : 박윤창
- 문태선 : 정창손
- 김성찬 : 포도부장
- 김하림 : 종사관
- 윤순홍 : 성종 역

## 기타
- 제22회 백상예술대상 (1986) 수상작

## 같이 보기
- 요화 어을우동
- 어우동
- 황진이
- 유감동